# Међународна банка за обнову и развој
Међународна банка за обнову и развој, ИБРД; (енгл. International Bank for Reconstruction and Development) је једна од пет институција које чине групацију Светске банке. Основана је 27. децембра 1945, после ратификације међународних споразума постигнутих на Монетарној и финансијској конференцији Уједињених нација од 1. до 22. јула 1944 у Бретон Вудсу, Њу Хемпширу. ИБРД је међународна организација чија је оригинална мисија била је да финансира обнову нација разорених за време Другог светског рата. Тренутно, своју мисију је проширила на борбу против сиромаштва финансијском помоћи државама. Њен рад се одржава кроз плаћања како је то регулисано од стране држава чланица.
ИБРД даје зајмове владама, и јавним предузећима, увек под државном (или „суверена“) гаранцијом отплате под општим условима. Средства за ове позајмице долазе првенствено од издавања обвезница Светске банке на светском тржишту капитала - обично 12-15 милијарди долара годишње. Ове обвезнице се оцењују рејтингом ААА (највиши могући). Због кредитног рејтинга ИБРД-а, у могућности је да позајмљује уз релативно ниске каматне стопе. Пошто већина земаља у развоју има значајно ниже кредитне рејтинге, ИБРД може кредитирати земље са каматним стопама које су обично прилично атрактивне за њих, чак и након додавања мале марже (око 1%) за покривање административних трошкова.

## Чланство
Чланови су ИБРД-а су 186 земаља чланица УН-а и Косово. Најновији члан је Тувалу, који се придружио у 2010. години. Сви чланови ИБРД-а су и чланова ММФ-а, и обратно.
Земље чланице УН-а које нису чланови су: Куба, Северна Кореја, Андора, Монако, Лихтенштајн, Науру, Кукова Острва, Нијуе, Ватикан и остале државе са ограниченим признање.

## Управљање
Постоји пет „уско повезаних институција“ од којих свака има „различиту улогу“ и заједно чине Светску банку — IBRD, Међународну асоцијацију за развој (IDA), Међународну финансијску корпорацију (IFC), која „улаже у приватне фирме и промовише предузетништво“, Мултилатерална агенција за гаранције инвестиција (MIGA), која гарантује зајмове, и Међународни центар за решавање инвестиционих спорова (ICSID). Њихова мисија је да се „боре против сиромаштва и побољшају животни стандард људи у свету у развоју“. До 2018. Група светске банке је била „један од највећих светских извора финансирања и знања за земље у развоју“. Od пет институција, IBRD и IDA су две највеће јединице Светске банке. Када земља достигне БДП по особи изнад 1.145 УСД, више нема право на финансијску подршку IDA-е. На пример, од земаља BRIC-а, Кина више није била квалификована 1999. године, а до 2014. ни Индија.
Одбор гувернера Светске банке управља IBRD, састаје се једном годишње и састоји се од једног гувернера по земљи чланици (најчешће министар финансија земље или секретар трезора). Одбор гувернера делегира већину својих овлашћења у вези са свакодневним питањима као што су позајмице и операције на управни одбор. Управни одбор се састоји од 25 извршних директора и њиме председава председник Групе светске банке. Извршни директори заједнички представљају свих 189 држава чланица Светске банке. Председник надгледа општи правац и свакодневне операције IBRD-а.
Банка и IDA послују са око 10.000 запослених.
Председник Сједињених Држава Доналд Трамп је 9. априла 2019. номиновао Дејвида Малпаса за председника Групе светске банке. Малпас је био један од економских саветника председника Трампа и као високи званичник у Министарству финансија Сједињених Држава. Земље чланице IBRD-а нису спонзорисале „супарничког кандидата“ и Малпас је постао председник, упркос чињеници да је критичан према улози IBRD-а.

## Позадина
Међународну банку за обнову и развој (IBRD) и Међународни монетарни фонд (ММФ) основали су делегати на конференцији у Бретон Вудсу 1944. године и почели су са радом 1946. године. Према чланку Вашингтон Поста из марта 2012, IBRD је била „оригинална светска банка'“.
Отворене су канцеларије IBRD-а у Паризу, Француска, Копенхагену, Данска и Прагу у бившој Чехословачкој.
IBRD је основан са првобитном мисијом финансирања напора за реконструкцију ратом разорених европских нација након Другог светског рата, са циљевима који су били заједнички у каснијим Маршаловим планом. Банка је издала свој инаугурациони зајам од 250 милиона долара (2,6 милијарди долара) Француској 1947. за финансирање инфраструктурних пројеката.
У време свог оснивања, IBRD је била једина мултилатерална развојна банка. Током периода деколонизације – од средине 1950-их до средине 1970-их – створено је неколико MDB-а – Међународна финансијска корпорација, Међународно удружење за развој. Обе су били чланови WBG. Током овог периода друге MDB које су биле сличне IBRD по свом управљању и операцијама, основале су земље које нису биле чланице WBG. Ово укључује Међуамеричку развојну банку (IDB), Афричку развојну банку (AfDB), Азијску развојну банку (ADB), Андску развојну корпорацију (CAF) и Исламску развојну банку (IsDB). И CAF и IsDB су „примарно у власништву и под контролом земаља зајмопримаца.“

## Финансијски модел
IBRD финансира своје активности из акција које поседују њени чланови, као и задуживање на међународним тржиштима капитала издавањем обвезница Светске банке. Банка је прикупила 54,0 милијарди долара капитала у фискалној 2019. од обвезница издатих у 27 различитих валута.
Од 1959. године, IBRD, коју подржавају светске владе, има кредитни рејтинг трострукo А, што јој омогућава да позајмљује капитал по нижим стопама.
Према једном чланку из 2015. године, који је наручила Међувладина група двадесет четири за међународна монетарна питања и развој, такође позната као Група 24 (Г-24), мултилатералне развојне банке (MDB), као што је IBRD, „представљају једну најуспешнијих типова међународних организација створених у ери после Другог светског рата“. До октобра 2015. године, иако је Светска банка — са својим огранцима за кредитирање — била једина „глобална институција,‍:1 у свету је било више од двадесет оперативних MDB-а. Године 2016, почеле су са радом Азијска инфраструктурна инвестициона банка и Нова развојна банка BRIC-а. Као и друге мултилатералне развојне банке (MDB), IBRD има преферирани кредитни третман (PCT), кроз који зајмопримаоци дају MDB-има „привилегован положај да буду први у реду за отплату, уколико се земља суочи са финансијским ограничењима“.‍:5

## Услуге
IBRD пружа финансијске услуге, као и стратешку координацију и информативне услуге својим земљама чланицама које се задужују. Банка директно финансира само суверене владе или пројекте које подржавају суверене владе. Трезор Светске банке је одељење IBRD-а које управља портфолиом дуга банке од преко 100 милијарди долара и трансакцијама финансијских деривата од 20 милијарди долара.
Банка нуди флексибилне кредите са роком отплате до 30 година и прилагођене распореде отплате. IBRD такође нуди зајмове у локалним валутама. Заједничким напорима IBRD-а и Међународне финансијске корпорације, ова банка нуди финансирање субнационалним субјектима са или без државних гаранција. За зајмопримце којима је потребно брзо финансирање за неочекивану промену, IBRD користи опцију одложеног повлачења која служи као кредитна линија са карактеристикама сличним флексибилном програму зајма Банке. Међу производима Група Светске банке за побољшање кредита и гаранције, IBRD нуди гаранције засноване на политикама за покриће државног ризика неизвршења обавеза, делимичне кредитне гаранције за покривање кредитног ризика суверене владе или субнационалног ентитета и делимичне гаранције ризика за приватне пројекте за покривање пропуста владе да испуни своје уговорне обавезе. IBRD-ова Енклава делимичне гаранције ризика покрива приватне пројекте у земљама чланицама ИДА против неиспуњавања уговорних обавеза од стране суверених влада. Банка нуди низ производа за управљање финансијским ризиком, укључујући валутне замене, конверзије валута, замене каматних стопа и лимита и прагове каматних стопа, и робне замене. Да би помогла зајмопримцима да се заштите од катастрофа и других посебних ризика, банка нуди опцију одложеног повлачења у случају катастрофе за обезбеђење финансирања након природне катастрофе или проглашења ванредног стања. Такође издаје обвезнице катастрофе које преносе катастрофалне ризике са зајмопримаца на инвеститоре. IBRD је пријавила 23,2 милијарде долара у кредитним обавезама за 100 пројеката у фискалној 2019. години. Првих 10 зајмопримаца су Индија, Индонезија, Јордан, Египат, Аргентина, Кина, Мароко, Турска, Украјина и Колумбија. Најподржанији сектор била је јавна управа.